# オーヴェルニュ (カクテル)
オーヴェルニュ（オーベルニュ、フランス語：Auvergne）とは、ジンをベースとするカクテルであり、ショートドリンク（ショートカクテル）に分類される。

## レシピ
- ドライ・ジン ＝ 30ml
- ヴェルヴェーヌ・ヴェレ ＝ 15ml
- ライム・ジュース ＝ 15ml

### 作り方
ドライ・ジン、ヴェルヴェーヌ・ヴェレ、ライム・ジュースをシェークして、カクテル・グラス（容量75〜90ml程度）に注げば完成である。

### 備考
ライム・ジュースは、その場でライムを絞ったものを使用するのがベストであるが、市販のジュースを用いても良い。

## 主な参考文献
- 桑名 伸佐 監修 『カクテル・パーフェクトブック』 日本文芸社 2006年2月25日発行 ISBN 978-4-537-20423-0